# Tikal the Echidna
Tikal (ティカル, Tikaru) é uma personagem da série Sonic the Hedgehog pertencente à Sega.
Concebida por Yuji Uekawa como uma equidna antropomórfica com olhos azuis e cor alaranjada, sua primeira aparição foi no jogo Sonic Adventure para o  Sega Dreamcast, que foi lançado no Japão em 23 de dezembro de 1998. Segundo sua biografia, Tikal tem 14 anos de idade, 95 cm de altura, e peso desconhecido.  A dubladora original da versão em japonês do jogo é Kaori Asoh, e em inglês é Elara Distler.
Tikal teve seu nome inspirado em Tikal uma cidade maia da Guatemala, cujo nome significa "pão" (ou então "Lugar das Vozes"), e o nome de seu pai (Pachacamac) vem de um deus Inca (e que também dá nome a uma antiga cidade deste império).
Vale notar que estas não foram as únicas referências às culturas pré-colombianas no jogo. Ao contrário dos outros jogos da série, Sonic Adventure se baseia muito mais em enredo e narrativa. Durante os estágios iniciais do desenvolvimento do jogo, a equipe Sonic Team viajou até a América Central para buscar inspiração para o enredo, e como conseqüência muitos outros elementos destas culturas foram incorporados ao jogo. Por exeplo: a pirâmide na fase "Mystic Ruins" (Sonic Adventure) lembra uma das presentes na própria cidade de Tikal, e a fase "Lost World" retém aspectos das ruínas maias, tais como a serpente giratória e o jade. As roupas de Tikal e sua tribo são também claramente inspiradas na civilização maia.

## Papel no jogo
O papel de Tikal no jogo Sonic Adventure é mostrar o plano de fundo sobre o qual se desenrola o enredo do jogo, onde ela desempenha um dos papeis principais. Além disso ela também serve para dar breves tutoriais e também como guia no decorrer das fases, dando dicas de como derrotar inimigos e encontrar passagens secretas, além de por vezes relacionar o que acontece com a história principal.

### Biografia
Segundo o enredo do jogo, Tikal é a filha do Chefe Pachacamac, da mesma tribo ancestral de onde surgiu Knuckles the Echidna. Sua mãe morreu quando ela era muito nova, e sua avó paterna foi responsável por sua criação. Diferente de seu pai(e também seu filho), que tinha sede de poder e riquezas, a avó de Tikal era adepta dos ideais pacifistas, e isso teve uma forte influência na sua maneira de educá-la. Após a morte de sua avó, Tikal manteve-se fiel a estes ideais. Isto logo a pôs em conflito com seu pai, que tinha uma política agressiva de invasões, guerras e conquistas. Embora ela tenha implorado que ele mudasse sua política de guerras, assassinatos e saques, sua ambição e ganância ficaram acima de todo resto, fazendo-o perder o amor por sua filha. Cada vez mais distante de sua filha, Pachacamac ignorava os freqüentes apelos de Tikal por paz e justiça.
As coisas finalmente chegaram a um ponto sem volta quando Pachacamac decidiu invadir o templo da Master Emerald (a principal de um conjunto de pedras místicas guardados pelos sacerdotes da tribo, já presentes na mitologia Sonic desde o primeiro jogo). Desejando obter poder total para utilizar em suas conquistas militares, Pachacamac pretendia libertar a poderosa entidade conhecida como Chaos (o guardião dos pequenos Chao que habitam o templo, contido desde tempos remotos dentro da Master Emerald) para alistá-lo em suas fileiras. Tikal decidiu intervir, ciente do perigo representado tanto por Chaos quanto pelas intenções de seu pai. Ela se pôs em frente ao destacamento militar, porém ignorando seus esforços, Pachacamac seguiu em frente, nocauteando Tikal e muitos Chao em seu caminho. Isto causou a ira de Chaos, levando-o a matar Pachacamac e seus homens. Uma vez liberto, Chaos, fortalecido pelas outras esmeraldas que estavam no templo (Perfect Chaos), seguiu em sua ira para destruir tudo que pudesse. Entretanto, Tikal acordou e viu o que havia acontecido. Correndo em direção à Master Emerald, ela lembrou de um antigo poema sobre Chaos. Agora percebedo o que ele significava, ela pediu à Master Emerald que o impedisse. Em resposta, a esmeralda selou tanto Chaos quanto Tikal dentro de si. Após toda destruição e tragédia, as equidnas restantes da tribo tomaram para si a responsabilidade de manter a esmeralda protegida dali por diante, para assegurar que Chaos nunca mais seria libertado.
Alguns milhares de anos se passaram, e o Doutor Eggman leu a história de Chaos em um antigo tablete de pedra. Assim como Pachacamac antes dele, Eggman desejou o poder da criatura para auxiliá-lo em sua cruzada de dominação mundial, e estilhaçou a Master Emerald, despertando Chaos e o espírito de Tikal. Enquanto ele partia com um enfraquecido, porém instável Chaos, o espírito de Tikal buscou telepaticamente ajuda em nossa época. Ao encontrar Sonic e seus amigos, ela lhes enviou uma visão contando sobre a libertação de Chaos e sobre o perigo que ele representava. Sonic então decidiu impedir que Chaos obtivesse as outras esmeraldas (necessárias para que seu poder fosse restaurado), e partiu atrás de Eggman e da criatura.
Entretanto, conforme a história do jogo se desenrola, Chaos acaba por conseguir todas as Chaos Emeralds (que encontravam-se espalhadas pelo mundo), e com suas energias negativas tornou-se novamente o Perfect Chaos, fugindo completamente ao controle de Eggman. No clímax da narrativa, enquanto a criatura começava a destruir uma inundada Station Square, Tikal apareceu novamente e contou a Sonic que Chaos só poderia ser detido se fosse novamente selado na Master Emerald. Entretanto, Sonic discordou, uma vez que Chaos ainda continuaria irado, e a história iria provavelmente se repetir. Ao invés disso, ele usou a energia positiva das Chaos Emeralds para se tornar o Super Sonic, e então enfrentou e derrotou Perfect Chaos. Após a derrota, Chaos foi neutralizado. Telepaticamente Tikal contou a ele que os Chao estavam bem e felizes, não havendo mais motivo para a ira da criatura. Finalmente tendo sua ira milenar aplacada, Chaos elevou-se no ar e desapareceu em um clarão de luz.
"The 7 Emeralds are the servers. Chaos is power, enriched by the heart. The controller serves to unify the chaos. The 7 Emeralds can change our thoughts into power. If this Emerald controls that power... Please, you must stop him!" (últimas palavras de Tikal antes de ser aprisionada na Master Emerald)

## Personalidade
Tikal é uma apaixonada, porém gentil, pacifista. Ela nunca titubeou em sua missão de se opor à seu pai Pachacamac e estava determinada a ter sua tribo em paz. Ela tentou impedir seu pai sempre por meios pacíficos, e nunca recorreu à violência. Seu temperamento pacífico e suas crenças contrastavam com a personalidade de seu pai, obstinado e belicoso.
Embora Pachacamac tenha perdido a compaixão por sua filha, Tikal se importa com ele e com o resto de sua tribo. Ela é uma pessoa amigável e de boa natureza, e de acordo com o site oficial do jogo Sonic Adventure 2: Battle, Tikal é "...uma pessoa que se importa, e todos a amam."
Nas histórias em quadrinhos, Sonic the Comic, Sonic the Hedgehog e Sonic X, Tikal é semelhante à sua persona no jogo. Entretanto, na história em quadrinhos Sonic X, Tikal é mais propensa a lutar, uma vez que ela ajudou Sonic e seus amigos contra um furioso Chaos. No desenho animado Sonic X, Tikal é mais obstinada em parar Chaos do que nos jogos.  Ela também acredita que "...se em nossos corações não existir nada além de medo e raiva, eles vão trazer apenas destruição".

## Habilidades e fraquezas
Uma das habilidades de Tikal no jogo Sonic Adventure é a capacidade de transportar as pessoas para o passado em suas mentes (como em uma visão), o que acaba por ser um dos elementos centrais do enredo do jogo. Com isso, ela foi capaz de mostrar à Sonic e seus amigos seu passado, tentando assim convencê-los a impedir que Chaos consiga as esmeraldas (incidentalmente, Tails encontra um upgrade em sua visão, que consegue usar mesmo no presente). Tikal também é capaz de se tornar uma esfera de luz vermelha, o que a possibilita ir rapidamente aos lugares onde Sonic e seus amigos estão. Ela também consegue se comunicar com Chaos, o que a permitiu aplacar sua ira. Aparentemente ela também consegue teleportar a si mesma e a outros (como Chaos, por exemplo).
No jogo Sonic Adventure 2 e em seu remake, Sonic Adventure 2: Battle, ela pode lutar, cavar e planar pelo ar como Knuckles. Seus socos têm um alcance menor do que os dos outros caçadores de tesouros, e ela não percebe as esmeraldas tão bem quanto os outros três personagens. Entretanto, isto é compensado pelo fato de que ela é mais rápida do que eles. Ela usa braceletes para lutar, e a cada vinte anéis que ela coleta, recebe um dos três ataques supernaturais. São estes ataques a Ira de Gaia, onde ela bate no chão para criar um pequeno terremoto, Justiça Celestial, onde ela faz com que um raio vindo do céu atinja um inimigo, e a Luz Cativa, onde ela congela o inimigo por 30 segundos.
Nas histórias em quadrinhos da Archie, Sonic the Hedgehog e Sonic X, Tikal é telepata, o que permite que ela se comunique com Chaos. Em Sonic the Comic, ela conta com um bastão para lutar. Na história em quadrinhos Sonic X, ela explica que os anciões da aldeia a ensinaram a lutar, explicando como ela consegue se defender.

## Aparições

### Jogos
O primeiro papel principal de Tikal (e até agora o único) foi em Sonic Adventure (e seu remake para PC, Sonic Adventure DX), como personagem não-jogável. Embora ela não apareça depois disso no enredo de nenhum outro jogo, é possível jogar com ela no jogo Sonic Adventure 2/Sonic Adventure 2: Battle - no primeiro mencionado, para Dreamcast, o jogador precisa completar todas as missões do personagem Knuckles com graduação "A", e ela então torna-se disponível no jogo de caça ao tesouro ou no jogo de kart; no segundo, para GameCube, ela é jogável logo no início no modo caça ao tesouro. Ambos os jogos reutilizam algumas falas de Sonic Adventure, ao invés de novos diálogos para a personagem.
Tikal também tem uma pequena aparição no jogo Sonic Pinball Party, como um entalhe de pedra animado na mesa Angel Island. Ela também aparece num mini-game Chao nos jogos Sonic Advance e Sonic Advance 2, jogável combinando um dos jogos com Sonic Adventure DX. Basicamente neste jogo Tikal dá dicas a Sonic sobre onde encontrar um Chao específico para Cheese the Chao. Recentemente, Tikal apareceu no jogo Sonic Rivals como um cartão colecionável, e também em Sonic Runners, como personagem jogável.
Todas as suas aparições desde Sonic Adventure são apenas participações menores, e seu destino permanece um mistério após Sonic Adventure. Possivelmente ela não reaparecerá tão cedo, uma vez que  no site Sonic Central, em resposta à perguntas de fãs, foi informado que o paradeiro dela e de outros personagens menores é "desconhecido", possivelmente sugerindo que ela não vai aparecer em outros jogos tão cedo. Chaos apareceu em jogos posteriores, entretanto Tikal não estava com ele.
Uma teoria popular entre os fãs é a de que ela teria retornado à Master Emerald, mas isso provavelmente não procede, uma vez que quando a mesma foi estilhaçada em Sonic Adventure 2, ela não apareceu. É possível, entretanto, que ela estivesse ainta presa em algum estilhaço. A imagem após os créditos da história do Super Sonic mostra Tikal no altar da Master Emerald na Angel Island, mas como o altar aparece completo, aparentemente a imagem retrata o passado (embora possa representar alguma outra coisa, como o futuro).

### Sonic the Comic
Tikal apareceu nas edições #180, #181 e #182 de Sonic the Comic. Ela não aparecia no presente, uma vez que a raça das equidnas estava extinta. Ao invés, ela existia no passado distante - cerca de 8.000 anos atrás. Nesse ponto da história, os Drakons dominaram as minas sagradas de esmeraldas das equidnas, e obtendo as esmeraldas subseqüentes, utilizaram a instável "fonte de força Chao" para criar as Chaos Emeralds. Eles estavam em guerra com as equidnas, uma vez que Pachacamac os desafiou, resgatando algumas das esmeraldas.
Temendo o perigo, Tikal usou o poder das esmeraldas para transportar Sonic para seu tempo. Pachacamac então pediu a Sonic que ajudasse Knuckles a capturar o "promotor" dos Drakons, para que se discutisse a paz. Entretanto após sua captura, os Drakons os atacaram. No fogo cruzado resultante, as esmeraldas foram atingidas, e começaram a vazar energia Chaos no recinto. Todos começaram a fugir, ficando apenas o promotor Drakon na sala - e como resultado, ele se tornou a entidade Chaos. As equidnas então o aprisionaram num receptáculo encantado, mas o assistente do Dr. Robotnik, Grimer, o libertou posteriormente.
Por causa da presença de Chaos, criatura que Tikal havia visto em visões do futuro, ela declarou que este seria o início de uma grande guerra. Apesar disto, Pachacamac devolveu Sonic ao seu próprio tempo, manipulando a energia Chaos com seu bastão. Após uma longa luta com Chaos, as equidnas finalmente capturaram-no. Pachacamac, Tikal, e Knuckles então refletiram sobre a guerra que determinaria do destino da raça das equidnas, e embora Tikal e seu pai soubessem que Knuckles viveria outros 8.000 anos, eles perceberam que tudo mais estava perdido.
Na continuação online de STC (STC-O), descobriu-se que Tikal foi acidentalmente selada junto com Chaos na Master Emerald, forçada a passar os próximos 8.000 anos em um estado de medo constante. Seu espírito passou brevemente para Sonic (devido à sua breve imersão no Chaos), e através da exposição à energia Chaos, ganhou novamente uma forma física. Tikal decidiu permanecer na Ilha Flutuante. As memórias de seus tormentos na Master Emerald logo se tornaram tão acentuadas que puseram-na em risco de enlouquecer, e a bruxa Ebony precisou apagar todas as suas memórias para salvá-la - embora apagando também grande parte de suas memórias do passado). Knuckles tentou então restaurar estas memórias levando-a para as ruínas da cidade Megapolis, o que a levou a lutar contra Rouge e a encontrar o Rei dos Fantasmas. Recentemente, ela visitou um antigo altar echidna e encontrou inúmeros fantasmas de echidnas assassinadas; isto levou a um contínuo aumento no número de previsões sobre o retorno d deus da Morte, Vichama.

### Sonic the Hedgehog (história em quadrinhos)
Na história em quadrinhos Sonic the Hedgehog (Archie comics)', Tikal aparece na edição #79, e daí nas edições #82, #83 and #84. Suas aparições foram desenhadas por Steven Butler e Pam Eklund, e pintadas por Frank Gagliardo. Ao contrário dos jogos, seus olhos são verdes ao invés de azuis. Na história, a tribo de Tikal vivia perto da Misteriosa Cidade dos Gatos e lutava contra o povo dos gatos. Posteriormente, Tikal encontrou as ruínas onde os Chao moravam e fez amizade com eles. Quando as equidnas começaram a ser derrotadas pelos gatos, eles tentaram utilizar o poder das esmeraldas para derrotá-los. Os guerreiros atacaram Chaos, que por sua vez utilizou as esmeraldas para se tornar Perfect Chaos e matá-los. Chaos partiu descontrolado pelo mundo, logo, para impedir um desastre, Tikal e os Chao aprisionaram Chaos na Esmeralda Negra. Como preço a se pagar, o espírito de Tikal ficou preso também.
Posteriormente, os escravos do Dr Eggman estavam escavando a Cidade dos Gatos quando encontraram a esmeralda negra. Eggman a quebrou, e dela emergiram Chaos e Tikal, que, em forma de uma bola de luz vermelha, comunicou-se com Knuckles através de telepatia e contou a ele sua história. Algum tempo depois, Chaos reuniu as sete esmeraldas, e utilizando-se de suas energias negativas, tornou-se novamente o Perfect Chaos. Conforme ele começava a destruir a Station Square, Tikal apareceu a Sonic e mostrou a ele o passado da origem do Chaos. Então ela utilizou um feitiço para enfraquecer Chaos, e carregar positivamente as esmeraldas, transformando Sonic no Super Sonic.  Após Sonic neutralizar Chaos, ele e Tikal voltaram para seus territórios, a Angel Island antes do ataque ao altar da Master Emerald.

### Sonic X (história em quadrinhos)
Tikal aparece pela primeira vez na história em quadrinhos Sonic X (Archie comics) na edição #5, em um flashback, mas aparece novamente na edição #6 com um papel de maior destaque. A Master Emerald trouxe Tikal para o presente porque a Terra estava ameaçada por um Chao furioso. Como reforço, Tikal trouxe Chaos e uma multidão de Chao com ela para ajudar Sonic e seus amigos a derrotar o irado Chao.
Posteriormente, o Doutor Eggman apareceu, e logo Tikal telepaticamente disse aos Chao para darem as sete esmeraldas ao Chaos, para fortalecê-lo na luta contra seu inimigo. Após a derrota do Dr. Eggman, ela e os Chao passaram algum tempo com Sonic e seus amigos. Entretanto, ela depois retornou a seu tempo, não sem antes prometer a Cheese que, se ele a chamar pelo nome, ela retornaria.

### Sonic X (anime)
Tikal reprisou seu papel em Sonic Adventure no anime Sonic X. Ela primeiramente aparece no episódio #27, The Beginning of Disaster, narrando a primeira parte do programa. Entretanto, a dublagem internacional cortou seu papel, e ela acabou aparecendo só no episódio #28, Puzzle of the Liquid Life Form, Chaos (ou A Chaotic Day no mercado internacional. Embora Tikal não seja da realeza, ela é comumente referida como "Princesa Tikal", provavelmente porque ela é filha de um chefe, algo um tanto similar a um rei.  Bella Hudson faz a voz de Tikal na versão americana de Sonic X.
Tikal é vista pela primeira vez quando Knuckles tem um flashback de Tikal no templo, implorando que Pachacamac não se apodere das esmeraldas. Posteriormente, quando Knuckles volta à Angel Island, Tikal o transporte para o passado e ele vê o templo consumido pelas chamas. Após algum tempo, ele tem outro flashback onde vê Tikal e os Chao no templo, e então pede a ajuda de Chaos para resgatá-los.
Depois, quando Knuckles consegue o último pedaço da Master Emerald no Egg Carrier, ele tem outro flashback. Neste, o templo está tomado pelas chamas e Tikal está no chão. Ela fala com Knuckles e então sobe ao templo. Knuckles tenta segui-la, mas então acorda. Posteriormente, Sonic entra no templo nas Mystic Ruins e vê um mural do Perfect Chaos. Ele então ouve o canto de Tikal e, repentinamente, é transportado ao passado. O templo está em chamas e ele se aproxima de Tikal, que está segurando um Chao ferido. Quando Tikal resolve parar Chaos, Sonic volta ao presente
Em seguida, quando Sonic e Knuckles estão buscando Chaos, eles são levados ao passado, onde vêem Tikal implorando a seu pai que não tome as esmeraldas. Ignorando seus apelos, Pachacamac e sua tropa nocauteiam Tikal e os Chao e se aproximam do templo. Chaos, irado por suas ações, usa as esmeraldas para se tornar o Perfect Chaos, e os mata. Conforme ele perde o controle, Tikal vai até a Master Emerald e pede que ela que impeça as outras esmeraldas de fortalecerem Chaos.
Quando o Perfect Chaos começa a destruir a Station Square, Tikal aparece e diz a Sonic que é necessário aprisionar Chaos na Master Emerald novamente. Entretanto, Sonic escolhe usar a energia positiva das esmeraldas para se tornar Super Sonic. Tikal então percebe que outros podem utilizar a energia positiva das esmeraldas, não apenas as negativas. Após Chao ser neutralizado, Tikal conta que os Chao estão bem, e então desaparece juntamente com Chaos.
No total, Tikal apareceu nos seguintes episódios:
- Episódio 27, The Beginning of Disaster Japoneses
- Episódio 28, The Puzzle of the Liquid Life Form, Chaos (Dub: A Chaotic Day)
- Episódio 29, Amy the Captive (Dub: A Robot Rebels)
- Episódio 30, Egg Carrier Battle (Dub: Heads up, Tails!)
- Episódio 31, Gamma the Wanderer (Dub: Revenge of the Robot)
- Episódio 32, The Cry of Perfect Chaos (Dub: Flood Fight)